# Cíl (firma)
Cíl, akciová společnost v Praze, je česká firma vlastněná politickou stranou Sociální demokracie (SOCDEM).
Společnost vznikla v roce 1939, když jejím vlastníkem byla Československá sociální demokracie. Kromě tiskárenských aktivit společnost vlastnila Lidový dům a okolní pozemky. V letech 1942–1945 byla společnost v německé správě, následně v letech 1945–1946 pod národní správou. Následně byla spravována Československou sociální demokracií, od roku 1948 byl opět pod národní správou. V roce 1950 byl podnik společnosti znárodněn.
V roce 1990 KSČ předala Lidový dům Československé sociální demokracii, Ministerstvo financí podalo v roce 1993 určovací žalobu, aby soud zjistil skutečného vlastníka domu. Obvodní soud pro Prahu 1 v roce 1994 rozhodl, že vlastníkem domu je společnost Cíl. Následovaly dlouholeté právní spory o tom, zda společnost Cíl existuje a kdo je jejím vlastníkem. Nakonec v roce 2000 Ústavní soud rozhodl, že vlastníkem nemovitostí je společnost Cíl a vlastníkem společnosti Cíl je Česká strana sociálně demokratická. Ve sporu se na straně ČSSD angažoval mimo jiné advokát Zdeněk Altner, který následně vedl s ČSSD dlouholetý spor o výši své odměny.
ČSSD do Cíle v roce 2000 převedla 871 milionů Kč, Cíl následně v roce 2001 daroval Lidový dům ČSSD. Cíl následně poskytoval ČSSD půjčky a dary, v roce 2010 ho jeho místopředsedkyně dozorčí rady označila jako „kasičku ČSSD“. Z aktiv přesahujících miliardu Kč bylo v roce 2008 již jen 400 milionů, na konci roku 2011 byl majetek společnosti tvořen především bezúročnou půjčkou ČSSD ve výši 260 milionů korun. Největším věřitelem byla Fio banka, vůči které měla společnost Cíl závazky ve výši 48 milionů korun.
Předsedou představenstva je Jaroslav Špaček, předsedou dozorčí rady Radek Scherfer.